# Oaksenham
Oaksenham — армянская рок-группа, исполняющая прогрессивный рок с элементами восточного метала. Создана в 2001 году в Ереване.

## История
Группа Oaksenham была основана двумя бывшими участниками распавшейся армянской группы Dumbarton Oaks: басистом Вааном Папаяном и барабанщиком Ашотом Корганяном. В 2001 году к ним присоединился флейтист и клавишник Валерий Толстов.
Осуществить свой дебют команда смогла 30 сентября того же года в качестве гостей Pacific Festival, где они представили широкой аудитории свою акустическую программу под названием The Conquest of the Pacific. В фестивале принимали участие ещё два уже постоянных члена группы — гобоист Арутюн Шахкян и гитарист Генри Карагёзян.
После фестиваля к группе присоединился электрогитарист Вардан Гаспарян, а Валерий Толстов перестал быть клавишником в группе. Это событие позволило коллективу пополнить свой состав ещё одним человеком — в группу пришла Анна Адамян, которая до этого никогда не играла и не интересовалась рок-музыкой.
С начала существования группы вышло в свет два альбома: Woden’s Eve Live, выпущенный в 2002, а также Conquest Of The Pacific, записанный в 2006 и официально выпущенный в 2007 на французском лейбле Musea. В настоящее время группа работает над записью третьего студийного альбома.

## Состав группы
- Ваагн Папаян — бас
- Ашот Корганян — ударные
- Анна Адамян — клавиши
- Вартан Гаспарян — гитары
- Корьюн Бобикян — скрипка
- Валерий Толстов — флейта

## Дискография
- 2002 — Woden’s Eve Live
- 2007 — Conquest Of The Pacific

## Интересные факты
- Скрипач группы Корьюн Бобикян являлся участником четырёх других популярных в Армении рок-групп — барабанщиком в группах Empyray, Stryfe и Sworn, а также скрипачом в группе AlterEgo в 2005—2009 годах.